# فن الفضاء

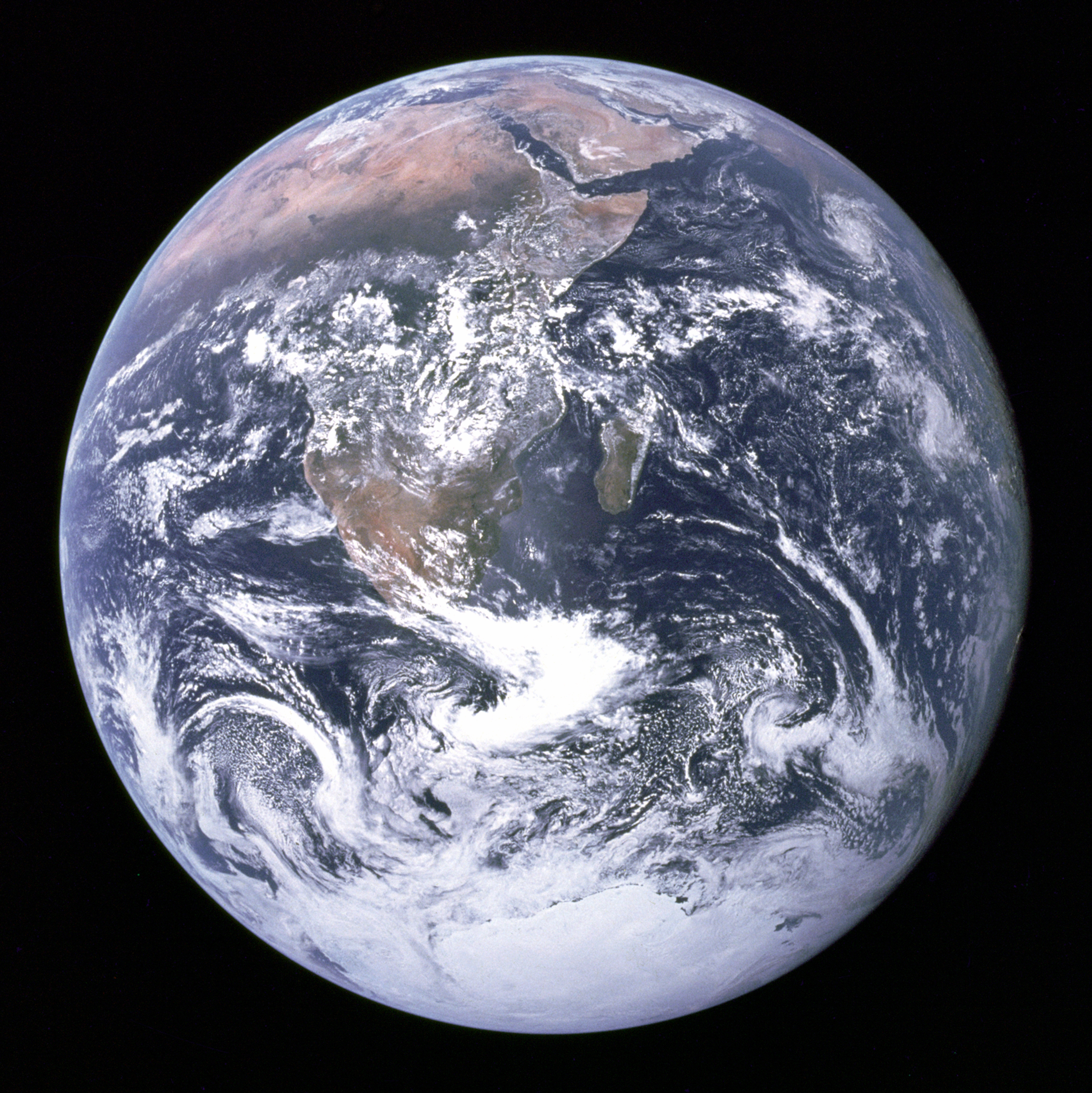
منظر مقتطف من الأرض بواسطة أبولو 17

فن الفضاء (والذي يعرف أيضا بالفن الفلكي) هو مصطلح يشير إلى التعبير الفني الحديث الذي يسعى إلى إظهار عجائب الكون. ومثل الأنواع أخرى، يتميز الفن الفضائي بالعديد من الجوانب حيث يشمل الواقعية والانطباعية وفن الأجهزة والنحث والصور التجريدية وحتى الفن الحيواني. يحاول الفنان عمومًا توصيل الأفكار المتعلقة بالفضاء، وغالبًا ما يتضمن ذلك تقديرًا للتنوع اللانهائي والشاسع التي يحيط بنا. في بعض الحالات، يستخدم الفنانون الذين يعتبرون أنفسهم فنانين في الفضاء أكثر من التوضيح والرسم لتوصيل الاكتشافات العلمية أو الأعمال التي تصور الفضاء، وقد أتيحت الفرصة لبعضهم للعمل مباشرة في تكنولوجيا الطيران والعلماء في محاولات لتوسيع الفنون والإنسانيات والثقافة التعبيرية لاستكشاف الفضاء.
ظل ممارسو الفنون البصرية يستكشفون الفضاء لعقود من الزمن باستخدام تقنيات الرسم التقليدية، ويستخدم الكثيرون الآن الوسائط الرقمية لأغراض مماثلة. وقد شكلت مجلات الخيال العلمي ومجلات المقالات المصورة مصدراً رئيسياً للفن الفضائي، بما في ذلك الكواكب والسفن الفضائية والمناظر الطبيعية الفضائية.
ومن أبرز الفنانين الأوائل لهذا الفن نجد الرسام تشيسلي بونستيل، لوسيان رودو، ديفيد هاردي،

## الرابطة الدولية لفناني الفضاء
إن الرابطة الدولية لفناني الفضاء هي المنظمة الرئيسية والرابطة الوحيده في العالم المتخصصة في الإبداع  في الفضاء. تتكون هذه الرابطة من 120 عضو وهؤلاء الفنانون يصورون عجائب الكون بطرق تثير فضول الناس وتزيد من درجة وعيهم للفضاء.
تعتبر الرابطة الدولية لفناني الفضاء (IAAA) المنظمة الأولى والرابطة الوحيدة في العالم المتخصصة في فنون الفضاء. وتتألف الرابطة من 120 عضوا يصورون عجائب الكون. منذ تأسيسها عام 1982، قام أعضاء الرابطة بتجسيد الفن الفضائي بجميع أشكاله، من الرسم التقليدي إلى الأعمال الرقمية مرورا بالمنحوتات الثلاثية الأبعاد ذات الجاذبية. تقوم الرابطة بتصميم أغلفة للمجلات، التأثيرت الخاصة للأفلام وأشكال فنية توضح الاكتشافات الفضائية الجديدة.

## التصوير

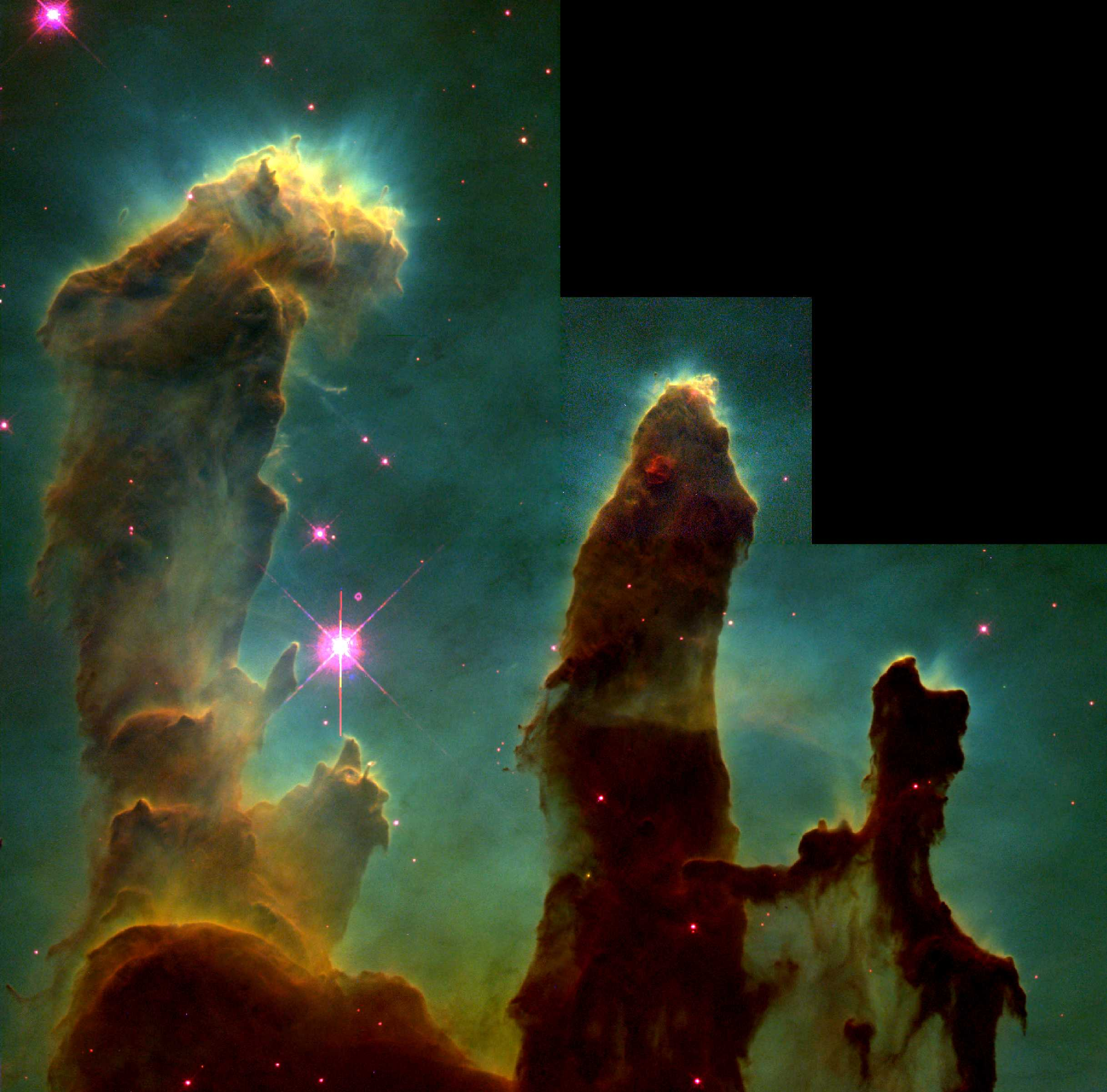
"أعمدة الخلق" في سديم النسر

يحتوي الكون على الكثير من مصادر الإلهام البصري. وقد كانت أول الصور لكوكب الأرض من خلال الأقمار الصناعية  وبعثات أبولو التي ساهمت في إيجاد مفهوم أن عالمنا هو عبارة عن جزيرة في فضاء فارغ.
شاركت الصور التي التقطها المستكشفون على القمر في تجربة العيش في عالم آخر. حيث غالباً ما تثير الصور الملتقطة بواسطة مرصد هابل الفضائي ردود فعل مكثفة لدى المشاهدين مثل صور أعمدة الخلق وصورة غيمة سديم كوكبي.

## الفن
يعمل فنانو الفضاء بشكل وثيق مع علماء الفضاء والمهندسون من أجل مساعدتهم على تخيل وتطوير مفاهيمهم العلمية والتقنية من أجل تحويل حلم اكتشاف الفضاء إلى حقيقة.إن الأشكال الأخرى للتصوير الفضائي تجلب المشاهدة إلى الرؤية الداخلية المستوحاة بشكل مباشر من ثمار الرؤى الممتده للإنسانيه.بعض مظاهر هذا الفن يعود الفضل بها للفضاء الخارجي، الأفكار الشعبية عن وجود حياة في عوالم أخرى بما في ذلك زيارة الغرباء من الفضاء الخارجي، رمزيه الأحلام، التصورات المخدره والتأثيرات الأخرى على الفن المرئي المعاصر.
بما أن الفنانين عاشوا تجربة السقوط الحر في الرحلات التي قامت بها وكالة ناسا، الوكالات الروسية والفرنسية للفضاء ومع تحالف فنون الجاذبيه صفر فإن أساليب جديده للتعبير الفني غير معروفة اليوم سوف تكتشف وتطور نتيجة لتخيل الفنانين لطرق جديده لاستعمال بيئات الجاذبيه المصغره من أجل خلق أعمال فنية.بالرغم من أن مثل هذه الأحلام تنتظر فرص عظيمة لتحقيقها فإن جهوداً قد بذلت من قبل فنانين من أجل وضع قطع فنيه في الفضاء مثل اللوحات، صور ثلاثية الأبعاد، متحركات في جاذبيه مصغره، أعمال فنية عائمه ومنحوتات.

## الفن في الفضاء

### أول لوحة زيتيه أصليه أرسلت للفضاء الخارجي
لقد تم إرسال تجربة صيانة فنيه من مؤسسة فيرتيكال هورايزن الآفاق العمودية لأصحابها هوارد وشناو وايلري كيرتس إلى الفضاء على متن المكوك كولومبيا STS-61-C بتاريخ 12\1\1986.تم إرسال 4 لوحات زيتيه أصليه للفنان الأمريكي إيلري كيرتس في واحده من الموستوعبات الخاصة لوكالة ناسا حيث تم وضعها في الجسر الموجود في قاعة الحمولة في المكوك.لقد كانت أعمال الفن الأصليه هذه، هي أول لوحات زيتيه تدخل المدار حول الأرض.لقد كان المستوعب الخاص لوكالة ناسا والمسمس G-481 هو المستوعبه السادس والاربعون الذي تم إرساله إلى الفضاء على متن مكوك.لقد قام المكوك كولومبيا بالدوران حول الأرض 98 مره خلال مدة مهمته والتي استغرقت ستة أيام، ساعتين، ثلاث دقائق وواحد وخمسون ثانيه.لقد تم اطلاق كولومبيا من مركز الفضاء كينيدي الموجود في كيب كنافرال، فلوريدا بتاريخ 12\1\1986 وهبط في قاعة كينيدي الفضائيه بتاريخ 18\1\1986.

### فن انعدام الجاذبيه في الفضاء
في منتصف الثمانيات تم احضار عمل آخر إلى مدار الأرض وهو دراسة اشعاعيه عن ضوء الشمس الذهبي وقد تمت في محطة الفضاء الروسية من قبل الفنان الروسي أندري سوكولو، وقد تم نقله على متن سفينة الفضاء الروسية ميرفي شهر شباط 1986، في عام 1984 تم نقل العمل الفني تجوزف مكشين، وفي عام 1989 نقل عمل لاوري بيرجس حيث تم نقل عملها الفني على متن سفينة الفضاء وذلك باستخدام برنامج وكالة ناسا والمسمى ببرنامج الذهاب الخاص. إن أول عمل نحتي الذي صمم خصيصاً لاستعمار الفضاء من قبل الإنسان في المدار، كان عمل آرثر وودز والمسمى الرقصة الفضائية حيث تم إرسال هذا العمل إلى محطة مير في عام 1993.قام آرثر وودز بتنظيم أول معرض فني في مدار الأرض والمكون من عشرون قطعة فنية أصلية، مصنوعة من قبل عشرون فناناً وكذلك أرشيف إلكتروني حيث تم وضعهم في محطة مير الفضائية كجزء من مهمة تسمى ESA's EUROMIR'95. قام فرانك لبيرتو نيجرو بإرسال مشروع البحث رقم 33 الذي يبحث في الإجراء الإبداعي لبيئة الجاذبيه الصغيره حيث قام الفنان بإبداع اللوحات الراحلة التي كانت ترقص في فضاء الجاذبيه المصغره. في عام 2006 عاد الفنان لرحلة طيران في الجاذبيه الصغرى من أجل إنتاج ثلاث شبكات جديده، حيث كانت واحده منهم بالتعاون مع لاوري بيرجس، دقائق في المطلق اللامتناهي، أعلام في الفضاء ونسخة جديده من الجاذبيه المصغره المتنقله.
قام المدير المسرحي سلوفيني دراجان فريفادينوف بعمل عرض سمي انعدام الجاذبية البايو-ميكانيكي وذلك من خلال مركز يوري جاجارين لتدريب رواد الفضاء في مدينة ستار في عام 1999، قامت مجموعة المملكة المتحدة الفنية المسماة حفاز الفنون بالتعاون مع تحالف مير بتنظيم سلسلة من الرحلات القطع المكافئ (انعدام الجاذبية) وذلك من إجراء التجارب الفنية والثقافية مع مركز تدريب رواد الفضاء جاجارين وكذلك مع وكالة الفضاء الأوروبية وذلك من خلال الفترة ما بين 2000 و 2004 حيث شمل ذلك الاختبارات في الجاذبية المصغرة، رحلة مير رقم 001، وحملة مير في عام 2003. إن الفنانين الذين شاركو في الرحلات لروسيا ولمركز الفضاء الأوروبي، كان منهم مجموعة أتوليث والتي كانت من ضمن المرشحين لجائز تيرنر عام 2011، ستيفان غيك، انسومان بسواس وجيم فنر، كتسو دوبويس، يوري ليديرمان، ومارسيل انتوينز روكا.